# Анхира
„Анхира“ е български теософски вестник – „лист за окултизъм и литература“, издаван от Николай Райнов от 1921 до 1923 година.
Името на вестника е съчетание от свещените египетски имена на Венера – Анх, и Слънцето – Ра.
В „Анхира“ са публикувани произведения на Елена Блаватска, Пьотр Успенски, Рудолф Щайнер, Джиду Кришнамурти, Морис Метерлинк, Аугуст Стриндберг, Ралф Уолдо Емерсън, Рабиндранат Тагор, Лев Толстой, Николай Рьорих, Гео Милев, Николай Райнов и др. На страниците на вестника намират място както специфично теософски статии, така и произведения на художествената литература – стихотворения и разкази.
В „Анхира“ е публикуван единственият теософски текст на Гео Милев – „Тайната“. Чрез вестника българските читатели се запознават и с поезията на Николай Рьорих в превод на Николай Райнов – в един от броевете са публикувани повече от половината стихотворения от стихосбирката „Цветята на Мория“ на Н. Рьорих.